# 以太坊
以太坊（Ethereum）是一个去中心化、开源并且具备智能合约功能的公共区块链平台，其核心组件是以太坊虚拟机（Ethereum Virtual Machine，EVM），它是一个图灵完备的虚拟机，能够执行智能合约代码。以太坊使用名为“以太”（Ether，缩写为 ETH）的加密货币作为其内部交易的“燃料”，用于支付交易费用和计算服务。
截至2024年3月，以太币是加密市场市值第二高的加密货币，仅次于比特币，市值为13兆新台幣，同时以太坊也是目前用户使用最多的区块链之一。截至2024年6月，以太坊主网已拥有378,000名活跃用户，这一数量几乎是2020年的九倍。
以太坊还允许用户创建和交换不可替代的代币（NFT），这些代币可以与独特的数字资产（例如图像）相关联。此外，许多其他加密货币在以太坊区块链之上利用 ERC-20 代币标准，进行首次代币发行。在众多用户眼中，以太坊亦被称为“第二代的区块链平台”，仅次于比特币。
2024年7月，美国证券交易委员会（SEC）已批准9家发行商推出现货以太坊交易所交易基金（ETF），包括BlackRock、Grayscale、富达等，相关基金已在Cboe、纳斯达克和纽交所正式上市，首日交易量超10亿美元。2025年4月，SEC进一步批准其期权交易申请，标志以太坊在主流金融体系中的接受度持续提升。

## 特點
相較於大多數其他加密貨幣或區塊鏈技術，以太坊的特點包括但不限于以下幾點：
- 智能合约：儲存在區塊鏈上的程式，由各節點執行，需要執行程式的人支付手續費給節點的礦工或權益人。[8]
- 分散式應用程式：以太坊上的分散式應用程式不會停機，也不能被關掉。
- 代幣（tokens）：智能合約可以創造代幣供分散式應用程式使用。分散式應用程式的代幣化讓使用者、投資者以及管理者的利益一致。代幣也可以用來進行首次代币发行。
- 权益證明：相較於工作量證明更有效率，可節省大量在挖礦時浪費的電腦資源，並避免特殊應用積體電路造成網路中心化。2022年9月15日與主鏈合併[9]。
- 燃料（gas）：由交易手續費的概念擴充，在執行各種運算時需計算燃料消耗量，並繳交燃料費，包括傳送以太幣或者其他代幣也被視為一種運算動作。
- 原丹克分片（Proto-Danksharding）：在部份節點上暫存資料，以提升效率（尚未實作）。
- 叔塊：此功能在轉為權益證明後已停用。原本功能是使用有向无环图的相關技術，將因速度較慢而未及時被收入母鏈的較短區塊鏈併入，用以提升交易量。[8]

### 第二層功能
除了在主鏈上執行的各種功能，為了支援智能合約所需的高運算量以及資料容量，以太坊也積極開發第二層功能來減輕主鏈的負擔、提升交易速度、擴展其實用規模。第二層功能大多在2019~2021年發展成形，目前的主要方案包括以下：
- 狀態通道（state channels）：原理同比特幣的閃雷網路，將時常交易的一些結點之間的交易給果打包後再把最終結果寫入主鏈。實作的例子包括雷電網路（Raiden）[8]、Connext、Kchannels等。
- 支鏈：用較小的分支或平行的區塊鏈執行一部份的運算，只將一部份的資料寫入主鏈，以減輕主鏈的負擔
  - 平行鏈：可能使用完全不同的區塊鏈結構和驗證機制，只在開頭和結尾用雙向橋接和主鏈相連。實作的例子有Skale、xDai、POA等。
  - Plasma 和 Validium支鏈：將大部份的合約執行和運算都移到支鏈上進行，只將最後交易結果寫入主鏈。此方案由於交易資料未寫入主鏈，安全性較差，但擴容效果較佳。實作的例子包括OMG、Polygon、Starkware、Loopring等。
  - Rollup支鏈：將鏈上資料複製一份，在鏈外用以太坊虛擬機（EVM）執行合約並確認後，將交易數據壓縮再寫入主鏈。主鏈上另有一系列合約可以驗證結果正確，可再分為Optimistic和零知识证明兩種驗證方式。[10]

## 開發歷史
| 名稱                | 啟用日期   | 啟用區塊          | 概要                                                                            |
| ------------------- | ---------- | ----------------- | ------------------------------------------------------------------------------- |
| 邊境                | 2015-07-30 | 0                 |                                                                                 |
| 冰期                | 2015-09-08 | 200,000           | 加入挖礦難度炸彈                                                                |
| 家園                | 2016-03-15 | 1,150,000         | 智能合約擴增功能                                                                |
| DAO 分叉            | 2016-07-20 | 1,920,000         | 復原DAO攻擊                                                                     |
| 橙哨                | 2016-10-18 | 2,463,000         | 提高交易成本反制DoS攻擊                                                         |
| 假龍                | 2016-11-23 | 2,675,000         | 修正DAO分叉造成的重放攻擊                                                       |
| 拜占庭              | 2017-10-16 | 4,370,000         | 加密演算法擴增、難度炸彈延後、挖礦獎勵減少                                      |
| 君士坦汀堡/聖彼德堡 | 2019-02-28 | 7,280,000         | 智能合約功能擴增和優化、難度炸彈延後、挖礦獎勵減少                              |
| 伊斯坦堡            | 2019-12-08 | 9,069,000         | 各種優化和新功能                                                                |
| 繆爾冰川            | 2020-01-01 | 9,200,000         | 難度炸彈延後                                                                    |
| ETH 2.0第0期        | 2020-12-01 | （信標鏈）0       | 信標鏈啟用，允許權益證明的抵押（staking）                                       |
| 柏林                | 2021-04-15 | 12,244,000        | 新增交易方式、調整交易成本                                                      |
| 倫敦                | 2021-08-05 | 12,965,000        | 交易手續費改由系統計算並且會銷毀而非交給礦工                                    |
| 牛郎星              | 2021-10-28 | （信標鏈）74240   | 信標鏈升級，獎懲機制微調                                                        |
| 艾羅冰河            | 2021-12-08 | 13,773,000        | 難度炸彈延後                                                                    |
| 格雷冰河            | 2022-06-30 | 15,050,000        | 難度炸彈延後                                                                    |
| 參宿五              | 2022-09-06 | （信標鏈）144,896 | 信標鏈預備和區塊鏈結合                                                          |
| 巴黎                | 2022-09-15 | 15,537,394        | 區塊鏈停止挖礦，完全轉為權益證明                                                |
| 五車二              | 2023-04-13 | （信標鏈）194048  | 可提領權益證明中抵押的以太幣                                                    |
| 上海市              | 2023-04-13 | 17,034,871        | 可提領權益證明中抵押的以太幣                                                    |
| 坎昆                | 2024-03-13 | 269,568           | 提升 Layer 2 网络的可扩展性和模块化，增强以太坊网络的安全功能，并改进整体可用性 |
| 禍害                | 未定       | 未定              | 將驗證過程拆分成提議和建造區塊鏈                                                |
| 邊界                | 未定       | 未定              | 利用零知識證明進一步簡化驗證過程                                                |
| 清除                | 未定       | 未定              | 利用零知識證明減少區塊鏈的資料量                                                |
| 揮霍                | 未定       | 未定              | 各種優化                                                                        |

### 起源
以太坊最初由Vitalik Buterin在2013年提出。Vitalik Buterin本是一名參與比特幣社群的程式設計師，曾向比特幣核心開發人員主張比特幣平臺應該要有個更完善的程式語言讓人開發程式，但未得到他們的同意，因此決定開發一個新的平臺作此用途。Vitalik Buterin認為很多程式都可以用類似比特幣的原理來達成進一步的發展，在2013年寫下了《以太坊白皮書》，說明了建造去中心化程式的目標。然後2014年透過網路公開募資得到開發的資金，投資人用比特幣向基金會購買以太幣。
2014年1月，以太坊在迈阿密举行的北美比特币会议上正式推出。会议期间，Gavin Wood、Charles Hoskinson和Anthony Di Iorio（项目融资人）与Vitalik Buterin在迈阿密租了一套房子，共同探讨以太坊的发展及未来。
据 Anthony Di Iorio 介绍，以太坊于 2013 年 12 月由 Vitalik Buterin、Anthony Di Iorio、Charles Hoskinson、Mihai Alisie 和 Amir Chetrit（最初的 5 人）创立。2014 年初，Joseph Lubin、Gavin Wood 和 Jeffrey Wilcke 加入了创始人行列。Buterin 在浏览维基百科上的科幻元素列表后选择了“以太坊”这个名字。他说：“我立刻意识到，‘以太’这个词是我迄今为止看到的最佳选择，它指的是一种假设的、遍布宇宙并允许光传播的不可见介质。”这一点，与Buterin 希望以太坊平台成为在其上运行的应用程序的底层和不可察觉的媒介的初衷类似。
最初以太坊程式是由一間位在瑞士的公司Ethereum Switzerland GmbH開發，之後轉移至一個非營利機構「以太坊基金會」（Ethereum Foundation）。在平臺開始發展的最初，有人稱讚以太坊的科技創新，但也有人質疑其安全和可擴展性。
以太坊的開發計畫，主要分為四個階段：邊境（Frontier，也有「前鋒」的意思）、家園、都會（Metropolis）、寧靜（Serenity）。

### 邊境（2015年）
以太坊的公共區塊鏈在2015年7月30日啟動，最初的版本稱為「邊境」，用的是工作量證明（proof-of-work）的演算法，但未來預期會轉換成权益證明（proof-of-stake）:32。啟用後不久進行了第一次分叉，調整未來挖礦的難度，確保未來的使用者會有轉換至权益證明的動機。邊境最初只能挖礦，主要功能是讓使用者有時間加入以太鏈，過了幾天後才能交易和使用智能合約。

### 家園（2016年）
2016年春季進行了第二次分叉，釋出了第一個穩定版本，稱作「家園」（Homestead）。
2016年6月，以太坊上的一個分布式自治组织The DAO被駭，造成市值五千萬美元的以太幣被移動到只有該駭客可以控制的「分身DAO」。因為程式不允許駭客立即提取這些以太幣，以太坊使用者有時間討論如何處理此事，考慮的方案包括取回以太幣和關閉DAO，而DAO去中心化的本質也表示沒有中央權力可以立即反應，而需要使用者的共識。最後在2016年7月20日，以太坊進行硬分叉，做出一個向後不兼容的改變，讓所有的以太幣（包括被移動的）回歸原處，而不接受此改變的區塊鏈則成為以太坊經典。這是第一次有主流區塊鏈為了補償投資人，而透過分叉來更動交易记录。
在分叉以前就持有以太幣的人會同時持有以太幣和以太幣經典（Classic Ether, ETC），存在交易所或線上錢包中的以太幣也不例外。這些線上服務大多選擇只支持其中一種以太幣，並讓使用者領回另一種以太幣。在這次分叉之後，造成了在兩個區塊鏈之間進行重放攻击的可能，加上其他網路攻擊，讓以太坊和以太坊經典又各自進行了數次分叉來避免攻擊。其中2016年11月底的分叉因為溝通疏失，短暫造成以太坊的兩個主要用戶端程序 Parity 和 Geth 失去共識而產生意外的分叉，但問題在數小時內即被找出並修正。

### 都會（2017~2019年）
「都會」的開發遇到許多延遲，升級分成了三次分叉，2017年10月的「拜占庭」、2019年2月的「君士坦丁堡」和「聖彼德堡」、以及2019年12月的「伊斯坦堡」。這些升級主要改善智能合約的編寫、提高安全性、加入難度炸彈以及一些核心架構的修改，以協助未來從工作量證明轉至權益證明。安全性升級包括讓以太坊可以使用零知识证明的zk-SNARKs和zk-STARKs，也能和Zcash鏈互通。
在使用方面，2017年以太坊和比特幣首次進行了原子交換（atomic swap），用智能合約讓不同鏈上的加密貨幣互相交易。ERC-20也在2017年成為標準，成千上萬個專案透過以此進行集資，稱作「首次代幣發行」（Initial Coin Offering, ICO）。2019年DeFi和MakerDAO等金融商品成為以太鏈上最大的產業。据悉，包括三星手機、Opera瀏覽器以及微軟在内的多家企业均開發了以太坊的相關程式。
在以太幣的價格方面，2017年從年初的10美金開始暴漲，至2018年初漲到1400美元。然而在2018年，人們對區塊鏈的熱潮慢慢退卻，至年底價格又跌至85美元。截至2024年4月初，以太坊价格徘徊在3000美元附近。

### 寧靜（2020~至今）
「寧靜」又稱為「以太坊2.0」，主要目標是轉換至權益證明，並開發第二層擴容方案。分成三階段升級：柏林、倫敦、以及雙鏈合併。在完成雙鏈合併後（Merge），則有五個階段：涌升（Surge）、禍害（Scourge）、邊界（Verge）、清除（Purge）、揮霍（Splurge）。
權益證明所需的信標鏈在2020年12月1日上線，並允許權益證明的抵押，但尚不能提領。至2021年11月，已有8百萬以太幣加入權益證明的抵押，約佔總發行量的7%。2021年進行了柏林和倫敦分叉，並升級了信標鏈，為未來轉換至權益證明作準備，並透過銷毀手續費和降低區塊獎勵的方式控制總發行量。
2022年9月15日，以太坊合并完成，主网与PoS共识层信标链（Beacon链）结合、将此前PoW工作量证明机制转变为PoS权益证明机制，宣布以太坊正式进入2.0时代。此举意味着，以太坊将告别大规模矿机挖矿时代，持有者通过质押以太坊代币（ETH）即可挖矿，质押门槛为32个ETH。

## 以太幣
以太坊區塊鏈上的代幣稱為以太幣（Ether），代碼為ETH，可在許多加密貨幣的外匯市場上交易，它也是以太坊上用來支付交易手續費和運算服務的媒介 。以太幣的總發行量不明，因為權益證明的具體運作方式仍在研究中，而雖然難度炸彈限制了工作量證明的挖礦的區塊數量上限，但因為叔塊也有獎勵，而且叔塊的數量並不一定，造成確切數量難以估算。
以太幣對其他實體貨幣的匯率可能在短時間內大幅變化，例如2016年The DAO被駭時，對美元的匯率從 $21.50 跌至 $15，而2017年初到2018年初的的一年間從大約10美金漲到1400美元。
2016年4月，維塔利克出售了其持有的四分之一以太幣，引发一些人質疑，而他本人則說這是理財上很合理的分散風險，並引用前比特幣開發員 Gavin Andresen 說這一切都還只是一場實驗，仍有失敗的可能。

## 智慧合約
以太坊最重要的技術貢獻就是智慧合約。智慧合約是儲存在區塊鏈上的程式，可以協助和驗證合約的談判和執行。以太坊的智慧合約可以通过數種圖靈完備的程式語言寫成。紐約時報稱以太坊平臺是一台公共电脑，由眾多使用者構成的網路來運轉，通过以太幣來分配和支付這台電腦的使用權。經濟學人則說明智慧合約可以讓眾多組織的資料庫得以用低廉的成本互動，並且讓使用者寫下精密的合約，功能之一是產生去中心化自治組織，也就是一間只是由以太坊合約構成的虛擬公司。
因為合約內容公開，合約可以證明其宣稱的功能是真實的，例如虛擬賭場可以證明它是公平的。另一方面，合約的公開性也让合約中的漏洞可以被任何人看到，虽然从发现到修正的过程可能會需要一些時間。比如The DAO 就是一個例子，虽然及时发现了，但無法立即阻止。
智慧合約的許多細節仍在研究中，包括如何驗證合約的功能。微軟研究院的報告指出要寫出完善的合約可能非常困難，討論了微軟開發的一些可以用來驗證合約的工具，並提到如果大規模分析各個已發佈的合約，可能發現找出大量的漏洞。報告也說可以證明Solidity程式和以太虛擬機編碼的等同性。

### 程式語言
以太坊前CTO、现Polkadot创始人Gavin Wood在《以太坊黃皮書》中定義了以太虛擬機的運作流程。智慧合約可以專門為此開發的Solidity程式語言寫成，或是Python的一個變體Serpent，或是LLL。以太虛擬機也可以在Mutan上運行。智慧合約之後會編譯成字节码，然後發佈在以太坊區塊鏈上。

### 運行效率
將所有合約存在區塊鏈上每個結點的作法有好有壞。主要的缺點是所有的結點都同時要運算所有的合約，因此速度較慢。開發人員正研究將資料切分（Sharding）的技術套用至以太坊。2016年9月維塔利克發表了改善可擴展性的企畫。截至2016年1月，以太坊每秒可以處理25個交易。

## 實作
智慧合約的潛在應用很多。彭博社商業週刊稱它是「所有人共享但無法篡改的軟體」。更高階的軟體有可能用以太坊建立網路商店。

### 區塊鏈程式
以太坊可以用來建立去中心化的程式、自治組織和智慧合約，據紐約時報的報導，在2016年5月已經有數十個可用的程式。預期的應用目標涵蓋金融、物联网、農田到餐桌（farm-to-table）、智慧電網、体育赌博等。去中心化自治組織有潛力讓許多原本無法執行或成本過高的營運模型成為可能。目前較知名的應用有：
- 遊戲：CryptoKitties讓玩家繁殖及交易虛擬貓[59]。
- 類龐氏騙局的賭局遊戲：Fomo 3D，不同於傳統的龐氏騙局，最後一位加入賭局中的人可獲得總資金盤中的48%[60]
- 游戏道具交易平臺：FreeMyVunk[61]。
- 去中心化創業投資：The DAO用以太幣資金創立，目標是為商企業和非營利機構建立新的去中心化營業模式[62][63][64][41][63]、The Rudimental讓獨立藝術家在區塊鏈上進行群眾募資[65]。
- 社會經濟平臺：Backfeed[66]。
- 去中心化預測市場：Augur[67]。
- 物联网：Ethcore（一間以太坊公司）研發的客戶端[68]、Chronicled（一間區塊鏈公司）發表了以太坊區塊鏈的實物資產驗證平臺；晶片公司、物理IP創建者和生產者可以用植入的藍牙或近場通訊進行驗證[69]。Slock.It開發的智慧鎖可以在付費後自動開啟，讓使用者在付費後可以幫電動車充電、或是打開租屋的房門[70]。
- 版權授權：Ujo Music平臺讓創作人用智慧合約發佈音樂，消費者可以直接付費給創作人。伊莫珍·希普用此平臺發布了一首單曲[71]。
- 智慧電網：TransActive Grid讓使用者可以和鄰居買賣能源[72]。
- 去中心化期權市場：Etheropt[73]。
- 釘住匯率的代幣：DigixDAO提供與黃金掛鈎的代幣，在2016年四月正式營運[15][74][75]。Decentralized Capital提供和各種貨幣掛鈎的代幣[76]。
- 行動支付：Everex讓移工匯款回家鄉[77]。

### 客戶端軟體
以太坊的2個主要的客戶端軟體是Geth和Parity。

#### 企業軟體
企業軟體公司也正測試用以太坊作為各種用途。已知有興趣的公司包括微軟、IBM、摩根大通。
- 德勤和ConsenSys在2016年宣佈成立數位銀行Project ConsenSys[78]。
- R3公司在Microsoft Azure上執行私人以太坊區塊鏈，將11間銀行連接至一本分散式帳薄（distributed ledger）[42]。
- Microsoft Visual Studio提供程式開發者使用Solidity程式語言[79]。
- 英國政府中負責推動創新的機構Innovate UK提供了近25萬英鎊給Tramonex用以太坊發展跨國支付系統[80][81]。

### 認許制記帳
目前有許多方案正在研究使用以太坊建立認許制的區塊鏈。
- 摩根大通打算用以太坊上建立一個私人區塊鏈「Quorum」。其功能是洗亂衍生性金融產品及其交易紀錄來保護交易者的隱私，但同時符合金融管制單位在資訊公開上的要求，以期在保障隱私和資訊公開之間找到平衡。[82]
- 蘇格蘭皇家銀行用以太坊的分散式記帳和智慧合約平臺建立了一個結算交割機制（Clearing and Settlement Mechanism, CSM），可以達成每秒100筆交易、模擬六間銀行，平均每個trip在3到8秒間完成，這些數值用在於全國的支付系統是可接受的[83]。

## 採用
2016年五月，紐約時報指出以太坊的採用仍在初期階段，並可能遇到讓成長率減緩的技術或法律問題。許多比特幣支持者認為以太坊比比特幣複雜，所以可能需要面對更多的安全問題。報導也指出這個系統複雜到熟知這個系統的人也很難用普通人的語言來描述它。
微軟和ConsenSys合作，在 Microsoft Azure上提供第三方開發的區塊鏈工具，包括交易股票和跨境支付等用途。
盧森堡交易所在2016年10月開始提供用以太坊產生的數位簽章來證明文件的真實性。
新加坡金融管理局使用以太坊將新加坡元數位化。

## 交易以外的用途
因區塊鏈不可篡改的技術特性，部分人會運用加密貨幣上傳資料以免被他人刪改。2018年4月，在北大岳昕事件中，有用戶把岳昕的公開信上載到以太坊的交易記錄，以免被校方刪除。
2019年6月，部分香港警察的個人資料被示威者上載到以太坊的交易記錄，令有關當局難以追查上載者身分及刪除資料。。

## 黑客事件
2022 年 2 月，Wormhole 跨链桥在连接 Solana 和以太坊区块链时遭黑客攻击，导致约 3.2 亿美元的包装以太坊（wETH）被盗。攻击者利用跨链桥智能合约的漏洞，绕过验证机制，未经授权铸造了大量 wETH，并将其提取至自己的地址。
2022年3月，Ronin 网络遭北韩支持的黑客组织 Lazarus Group 攻击，损失约6.25亿美元的以太坊和USDC。黑客通过攻击网络的验证节点，成功控制了 5 个节点，从而能够创建并签署恶意交易，最终将资金转移至其控制的地址。
2025年2月21日，Bybit交易所遭遇重大安全漏洞，黑客通过UI欺骗攻击控制其ETH多签冷钱包，盗取49.1万枚ETH（当前约合14.6亿美元），引发市场恐慌，导致ETH价格暴跌8%，全网合约爆仓超4亿美元，用户出现挤兑提币现象。